# Télagh (distrito)
Télagh é um distrito localizado na província de Sidi Bel Abbès, Argélia.[carece de fontes?] Sua capital é a cidade de mesmo nome.

## Comunas
O distrito está dividido em quatro comunas:
- Télagh
- Teghalimet
- Dhaya
- Mezaourou